# Elegant Gypsy
Elegant Gypsy ist Al Di Meolas zweites Studioalbum und mit über 2 Millionen verkaufter Exemplare sein kommerziell erfolgreichstes.
Zum Zeitpunkt der Veröffentlichung war Di Meola gerade 23 Jahre alt und gehörte als Mitglied Chick Coreas Fusion-Band Return to Forever an, wo er sich bereits einen Ruf als talentierter Musiker erworben hatte. Im Unterschied zu seinem 1976 veröffentlichten Debüt Land of the Midnight Sun ist auf diesem Album eine Abkehr weg vom reinen Geschwindigkeitsspiel hin zu mehr melodiösen Arrangements festzustellen. Des Weiteren sind Einflüsse des Latin Jazz, des Flamenco und des Rock festzustellen: Die Stücke sind sehr kontrastreich, von an brasilianischer Musik und am Flamenco inspirierten Akustikstücken für Di Meola alleine (Lady of Rome, Sister of Brazil) oder im Duo mit dem Flamencogitarristen Paco de Lucía (Mediterranean Sundance, komponiert von Al Di Meola, in anderer Form auch auf dem Album Friday Night in San Francisco) bis hin zu technisch extrem anspruchsvollem Jazzrock (Race with Devil on Spanish Highway) und rockigen Höhenflügen (Flight Over Rio mit einem „teuflischen Klangduell“ mit Jan Hammers Moog-Synthesizer).
Das Guitar Player Magazine kürte Elegant Gypsy zum besten Gitarrenalbum des Jahres. Für Scott Yanow ist das Album „beinahe ein Klassiker der Fusionrichtung“; er gab ihm fünf Sterne.

## Titelliste
Die Stücke wurden (außer [1]) komponiert von Al Di Meola.
1. Flight Over Rio (Mingo Lewis) – 7:18
2. Midnight Tango – 7:28
3. Mediterranean Sundance – 5:12
4. Race With Devil on Spanish Highway – 6:20
5. Lady of Rome, Sister of Brazil – 1:46
6. Elegant Gypsy Suite – 9:16

## Charterfolge
Das Album kam in die US-Charts bis auf Platz #58 und in die US-Charts für Jazzalben bis auf Rang #5. Das Album wurde für die Verkäufe in den USA mit einer Goldenen Schallplatte am 24. Juli 1989 ausgezeichnet.